# Murphy Walker
Pour les articles homonymes, voir Walker.
Pas d'image ? Cliquez ici

a Compétitions nationales et continentales officielles uniquement.

b Matchs officiels uniquement.
Dernière mise à jour le 7 novembre 2024.
Murphy Walker, né le 25 octobre 1999 à Dundee (Écosse), est un joueur international écossais de rugby à XV. Il évolue au poste de pilier au sein de l'effectif des Glasgow Warriors en United Rugby Championship.

## Biographie

### Jeunesse et formation
Murphy Walker naît à Dundee mais est originaire du village de Longforgan (en) dans le Carse of Gowrie (en),, il commence la pratique du rugby à XV au sein du club des Dundee Eagles, où il est notamment entrainé par son père, et est scolarisé dans la Longforgan Primary School durant sa jeunesse avant de rejoindre la Strathallan School (en) où il côtoie Zander et Matt Fagerson, George Horne, Murray McCallum et Jamie Ritchie,,. Avec l'équipe de rugby de l'établissement, il remporte la Scottish Schools Cup (en) aux côtés d'Ollie Smith et de Cameron Henderson, en décembre 2017, dont il est le capitaine,. Cette année-là, il connait également des sélections avec l'équipe d'Écosse des moins de 18 ans en 2017,.
En janvier 2018, il est sélectionné pour la première fois en équipe d'Écosse des moins de 20 ans pour participer au Tournoi des Six Nations des moins de 20 ans 2018. Durant l'été suivant, il participe également au Championnat du monde junior 2018.
Toujours durant l'été 2018, il rejoint l'Academy (centre de formation) des Glasgow Warriors de manière permanente,.
Début janvier 2019, il est retenu pour le Tournoi des Six Nations des moins de 20 ans 2019,, puis pour le Championnat du monde junior 2019.
Durant la saison 2020-2021, il manque l'intégralité de l'exercice en raison d'une blessure aux ischio-jambiers,.
Au niveau senior, il joue avec Dundee et Stirling County en Championnat d'Écosse ou dans le Super 6 (en) avec les Stirling Wolves.
Il évolue au poste de pilier et peut aussi bien jouer à gauche comme à droite de la mêlée même s'il est plus considéré comme un pilier droit,,. Durant sa jeunesse, ses parents ont des difficultés pour lui trouver des chaussures à sa taille car il a des grands pieds,.
Il est le neveu de Sean Lineen, ancien joueur international écossais de rugby à XV puis entraineur.

### Carrière professionnelle
Murphy Walker fait ses débuts professionnels en octobre 2021 contre les Sharks lors de la deuxième journée du United Rugby Championship où il remplace Murray McCallum. En janvier 2022, il signe son premier contrat professionnel avec les Glasgow Warriors. Il connait sa première titularisation deux mois plus tard face à Édimbourg Rugby au poste de pilier gauche mais joue également à droite de la mêlée durant la rencontre où il dispute 76 minutes,. Le même mois, il est sélectionné pour la première fois en équipe d'Écosse pour préparer la dernière journée du Tournoi des Six Nations 2022 face à l'Irlande mais il n'est pas retenu sur la feuille de match,. Pour sa première saison professionnelle, il dispute six rencontres, dont deux en tant que titulaire avec Glasgow. En juin, il est retenu par l'Écosse pour la tournée en Amérique du Sud. Cependant, il joue seulement avec l'équipe d'Écosse A face au Chili où il entre en jeu à la place de Javan Sebastian.
Durant l'automne suivant, il est de nouveau sélectionné par l'Écosse. Début novembre 2022, Il connait sa première cape internationale face aux Fidji lorsqu'il remplace Zander Fagerson,. Deux semaines plus tard, il affronte également l'Argentine. Le mois suivant, il se blesse gravement et est indisponible pour le Tournoi des Six Nations 2023. En mai 2023, il est retenu dans une pré-liste pour préparer la Coupe du monde 2023. À la fin de la saison, où il n'a pas rejoué de match depuis décembre, il compte un total de cinq rencontres disputés avec les Warriors.
Fin juillet 2023, il est titularisé pour la première fois en sélection nationale face à l'Italie lors d'un test match remporté par les siens,. Cependant, le mois suivant, il n'est pas retenu dans la liste finale pour disputer la Coupe du monde. De retour avec Glasgow, il manque la première partie de saison 2023-2024 à cause de plusieurs blessures et n'est pas retenu avec l'Écosse pour le Tournoi des Six Nations 2024,,. Début mai 2024, bien que n'ayant plus joué sous leurs couleurs depuis décembre 2022 à cause des blessures, il signe un nouveau contrat avec les Glasgow Warriors. De retour en fin de saison, il dispute deux matchs de phase régulière puis est sacré champion après que les Glasgow Warriors s'imposent en finale, qu'il ne dispute pas, du United Rugby Championship contre les Bulls.
Durant l'été suivant, il est convoqué en sélection nationale pour la tournée en Amérique. Il joue deux matchs contre les États-Unis et l'Uruguay. En début de saison 2024-2025, il est une nouvelle fois blessé.

## Statistiques

### En équipe nationale
Murphy Walker compte 5 sélections dont 2 en tant que titulaire, depuis sa première sélection le 5 novembre 2022 face aux Fidji.

## Palmarès

### Au niveau scolaire
- Vainqueur de la Scottish Schools Cup en 2017 avec la Strathallan School.

### En province
- Vainqueur du United Rugby Championship en 2024 avec les Glasgow Warriors.